# I Love to Love
"I Love to Love" é o terceiro single do álbum Sweet Dreams - The Album, lançado pelo grupo de eurodance alemão La Bouche em 1995. A canção foi produzida por Frank Farian, conhecido por seu trabalho com artistas como Boney M. e Milli Vanilli.
Em alguns países como Canadá e Austrália, a canção foi lançada apenas em 1996. O b-side do single, "Forgets Me Not", foi lançado como single apenas nos Países Baixos em 1996, após o relançamento da canção "Sweet Dreams".

## Faixas
Alemanha CD Promo Maxi-Single
| N.º | Título                                        | Duração |  |
| 1.  | "I Love to Love" (Radio Mix)                  | 3:58    |  |
| 2.  | "I Love to Love" (Radio-NRG Mix)              | 3:55    |  |
| 3.  | "I Love to Love" (Club Mix)                   | 5:58    |  |
| 4.  | "I Love to Love" (House Mix by Brenner/Saraf) | 6:08    |  |
| 5.  | "I Love to Love" (Doug Laurent Mix)           | 5:41    |  |
| 6.  | "I Love to Love" (Wagenknecht Misar Mix)      | 6:20    |  |
| 7.  | "Forget Me Nots" (Radio Edit)                 | 4:10    |  |

Alemanha CD Maxi-Single
| N.º | Título                              | Duração |  |
| 1.  | "I Love to Love" (Radio Mix)        | 4:02    |  |
| 2.  | "I Love to Love" (Club Mix)         | 6:03    |  |
| 3.  | "I Love to Love" (Doug Laurent Mix) | 5:41    |  |
| 4.  | "Forget Me Nots" (Club Mix)         | 5:18    |  |

França CD Single
| N.º | Título                          | Duração |  |
| 1.  | "I Love to Love" (Radio Mix)    | 3:58    |  |
| 2.  | "I Love to Love" (Radio Mix II) | 3:59    |  |

## Desempenho nas paradas musicais
| Parada musical (1995)              | Melhor posição |
| ---------------------------------- | -------------- |
| Alemanha (Germany Top 100 Singles) | 21             |
| Bélgica (Ultratop) (Flandres)      | 21             |
| Finlândia (Mitä hittiä)            | 18             |
| Suécia (Sverigetopplistan)         | 42             |
| Parada musical (1996)              | Melhor posição |
| Austrália (ARIA Charts)            | 6              |
| Áustria (Ö3 Austria Top 40)        | 19             |
| Canadá (RPM Dance/Urban)           | 2              |
| França (SNEP)                      | 27             |
| Países Baixos (Dutch Top 40)       | 30             |

| Parada de fim de ano (1996)          | Melhor posição |
| ------------------------------------ | -------------- |
| Canadá (RPM Year End Dance - Top 50) | 11             |